# Абдулаєва Гульнара Анвярівна

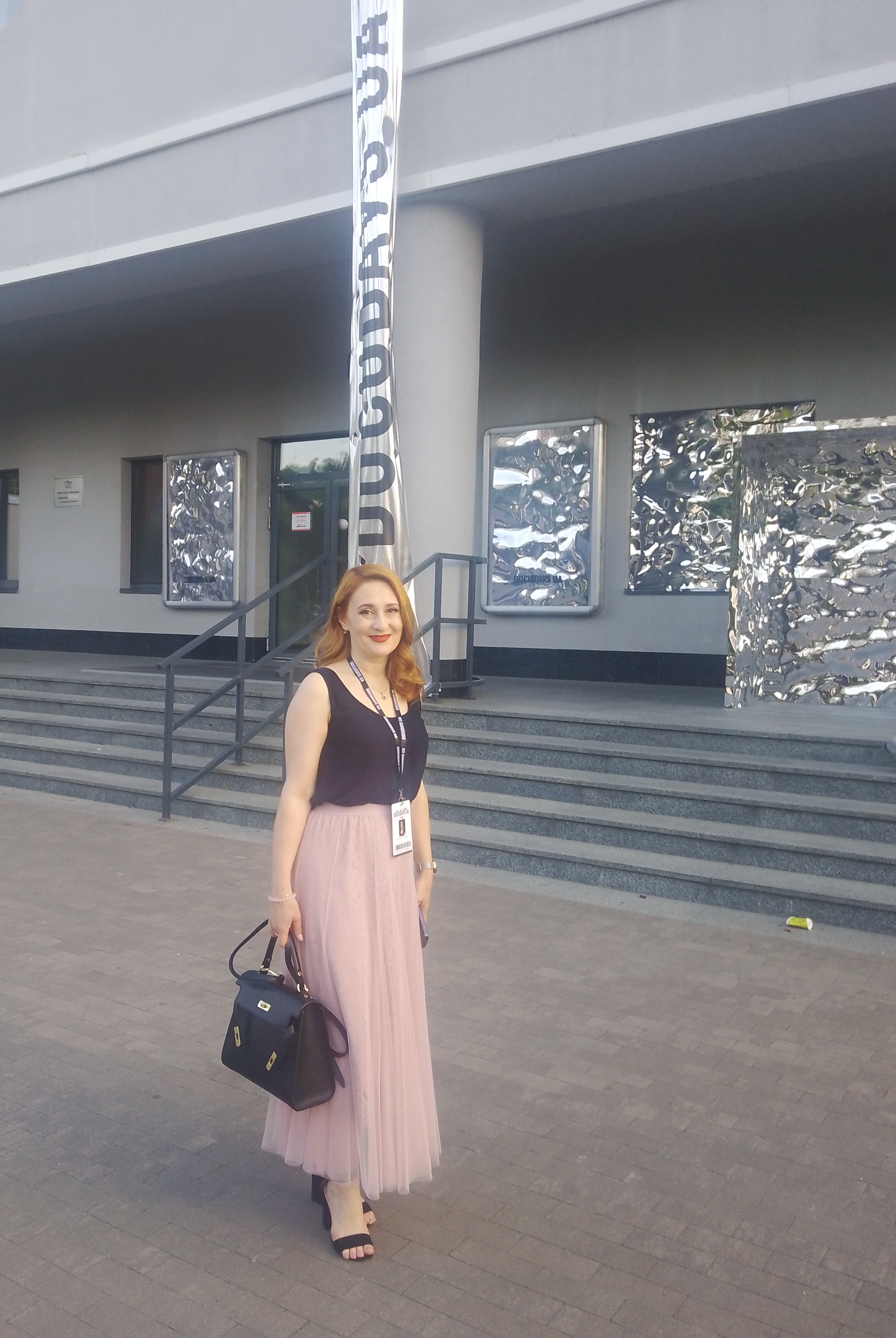
Крим і Україна: ідентичність крізь призму історії — тема публічних читань на 21-му Docudays UA за участи Гульнари Абдулаєвої

Абдулаєва Гульнара Анвярівна (крим. Gulnara Anvar qızı Abdulayeva, 26 березня 1979, Євпаторія) — українська історикиня та телеведуча кримськотатарського походження. У 2005 році нагороджена грамотою Верховної Ради України, за внесок у розвиток молодіжної політики України.

## Життєпис
Народилася 26 березня 1979 року у місті Євпаторія. Здобула вищу освіту у Таврійському національному університеті ім. В. Вернадського, спеціальність історія.
Працювала головним редактором молодіжного психологічного журналу «Індиго». Автор і ведуча історичного проекту Altin devir (Золота епоха) на телеканалі ATR. Ґрунтовно досліджувала історію депортації кримських татар 1944 року.
В 2021 році у видавництві братів Капранових «Зелений пес» вийшла друком книга авторства Гульнари Абдулаєвої — науково-популярна монографія «Кримські татари: від етногенезу до державности». Це — детальне дослідження багатовікової етнічної історії кримських татар та інших корінних народів Криму розвіє безліч нав'язаних міфів, продемонструє національну самобутність, унікальність і цінність етносу кримських татар для людської цивілізації. Російською мовою монографія вийшла теж у 2021 році у видавництві «Гамазин».
9 серпня 2023 року у Києві презентували культурно-мистецький проєкт «Zincir / Ланцюг — ланки пам'яті», присвячений традиціям кримських татар. У ньому Гульнара Адбулаєва виступила кураторкою аудіовізуальної частини проєкту (циклу «12 міфів про Крим» і освітнього лекторію «Історія та культура Криму»).

## Публікації
Як 200 років російської пропаганди вбили багатовікову спільну історію українців та кримських татар
Чи були мусульманки Кримського ханства феміністками
Історик Гульнара Абдулаєва про готів у Криму та мирний спротив кримських татар
Кримськотатарська трагедія 17 квітня 1938 року
Гульнара Абдула

## Авторка книг
- Битви із історії Кримського ханства: Нариси. Гульнара Абдулаєва, Кримнаукпедвид, 2013, ISBN 978-966-354-571-4[15]
- Золота епоха Кримського ханства: Нариси. Гульнара Абдулаєва, Кримнаукпедвид, 2012, ISBN 978-966-354-512-7
- Шагін Гірай. Гульнара Абдулаєва: Серія: Династія кримських ханів. видавництво «Тезис», 2008, ISBN 978-966-470-007-5
- Гульнара Абдулаєва: Кримські татари. Від етногенезу до державності, «Зелений пес», 2021, 406 с., ISBN 978-966-279-192-1
- Гульнара Абдулаєва: 25 відомих кримських татар: від Кримського ханства до сьогодення", «Фоліо», 2022, 512 с., ISBN 978-966-03-9948-8[16].
- Гульнара Абдулаєва: Історія Криму. Коротка оповідь великого шляху, Віхола, 2024. 224 с., ISBN 978-617-8178-25-3